# Waxiella subdenudata
Waxiella subdenudata är en insektsart som först beskrevs av Robert Newstead 1917.  Waxiella subdenudata ingår i släktet Waxiella och familjen skålsköldlöss. Inga underarter finns listade i Catalogue of Life.